# Fordærvet Ungdom
Fordærvet Ungdom (originaltitel Broken Laws) er en amerikansk stumfilm fra 1924 af Roy William Neill.

## Medvirkende
- Dorothy Davenport	som Joan Allen
- Percy Marmont som Richard Heath
- Ramsey Wallace som Ralph Allen
- Jackie Saunders som Muriel Heath
- Arthur Rankin som Bobby Allen
- Virginia Lee Corbin som Patsy Heath
- Pat Moore
- Jane Walsh
- Tommy Hicks
- Henry Neill
- Dorothy Seay